# Lista de países por índice de alfabetização

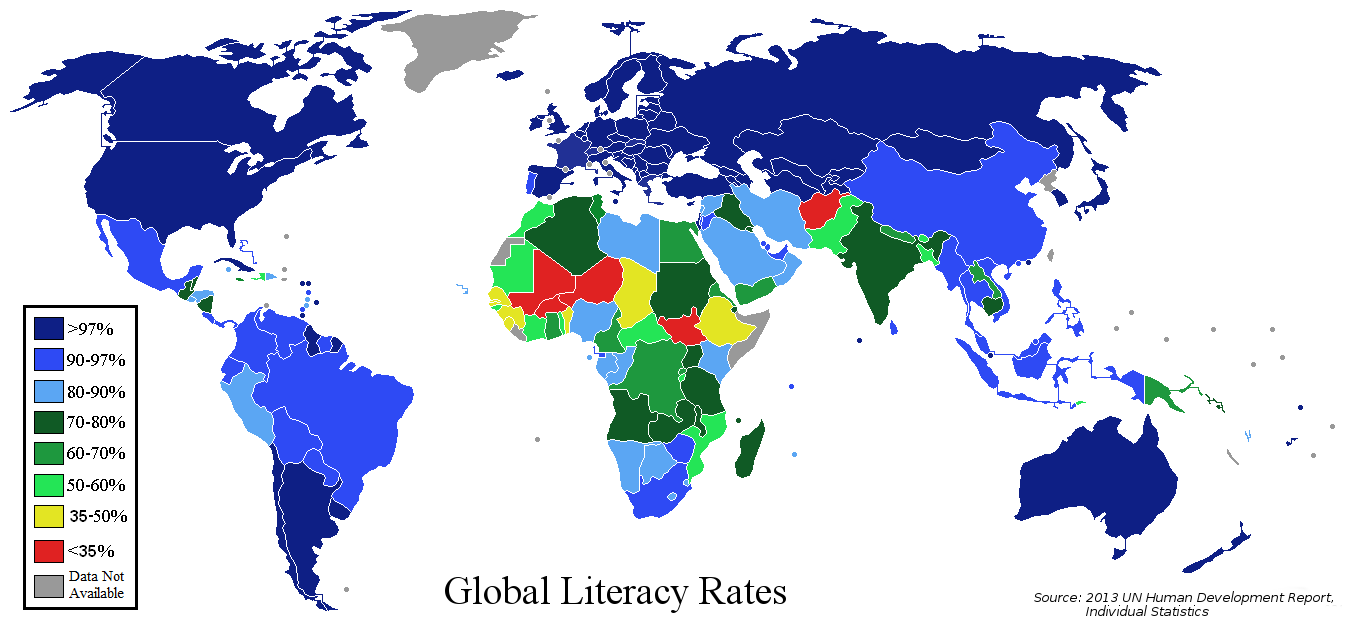
Mapa mundial indicando a prevalência de alfabetização por país em 2013 (2013 UN Human Development Report e Individual statistics departments) Cinza = sem dados

Este artigo é uma lista de países por índice de alfabetização. Os dados são provenientes do CIA World Factbook, e dados nacionais oficiais. Em casos de indisponibilidade destas informações foram usados dados antigos. Para países altamente desenvolvidos onde as estatísticas não foram recolhidas, presume-se uma taxa de 99%.

## Lista
De acordo com o CIA World Factbook, cerca de 75% dos 750 milhões de analfabetos no mundo estão concentrados em duas regiões: Sul da Ásia e África Subsaariana; de todos os adultos analfabetos do mundo, quase dois terços são mulheres (2016).
| País                                      | Taxa de Alfabetização (total) | Alfabetização masculina | Alfabetização feminina | Critério                                                                      |
| ----------------------------------------- | ----------------------------- | ----------------------- | ---------------------- | ----------------------------------------------------------------------------- |
| -9e99                                     | -9e99                         | !a                      | -9e99                  |                                                                               |
| Mundo                                     | 86.7%                         | 90.1%                   | 83.3%                  | maiores de 15 anos que sabem ler e escrever (2020 est.)                       |
| Afeganistão                               | 37,3%                         | 52.1%                   | 22.6%                  | maiores de 15 anos que sabem ler e escrever (2021 est.)                       |
| África do Sul                             | 95%                           | 95.5%                   | 94.5%                  | maiores de 15 anos que sabem ler e escrever (2019 est.)                       |
| Albânia                                   | 98.4%                         | 98.7%                   | 98.2%                  | maiores de 15 anos que sabem ler e escrever (2021 est.)                       |
| Alemanha                                  | N/A                           | N/A                     | N/A                    | [ 1 ]                                                                         |
| Andorra                                   | 100%                          | 100%                    | 100%                   | maiores de 15 anos que sabem ler e escrever (2016)                            |
| Angola                                    | 71.1%                         | 82.6%                   | 62.4%                  | maiores de 15 anos que sabem ler e escrever (2015 est.)                       |
| Anguila                                   | N/A                           | N/A                     | N/A                    | [ 1 ]                                                                         |
| Antigua e Barbuda                         | 99%                           | 98.4%                   | 99.4%                  | maiores de 15 anos que completaram 5 ou mais anos de escolaridade (2015 est.) |
| Arábia Saudita                            | 97.6%                         | 98.6%                   | 96%                    | maiores de 15 anos que sabem ler e escrever (2020 est.)                       |
| Argélia                                   | 81.4%                         | 87.4%                   | 75.3%                  | maiores de 15 anos que sabem ler e escrever (2018)                            |
| Argentina                                 | 99%                           | 98.9%                   | 99.1%                  | maiores de 10 anos que sabem ler e escrever (2018 est.)                       |
| Arménia                                   | 99.8%                         | 99.8%                   | 99.7%                  | maiores de 15 anos que sabem ler e escrever (2020 est.)                       |
| Aruba                                     | 97.8%                         | 97.8%                   | 97.8%                  | maiores de 15 anos que sabem ler e escrever (2018 est.)                       |
| Austrália                                 | N/A                           | N/A                     | N/A                    | [ 1 ]                                                                         |
| Áustria                                   | N/A                           | N/A                     | N/A                    | [ 1 ]                                                                         |
| Azerbaijão                                | 99.8%                         | 99.9%                   | 99.7%                  | maiores de 15 anos que sabem ler e escrever (2019 census)                     |
| Bahamas                                   | N/A                           | N/A                     | N/A                    | [ 1 ]                                                                         |
| Bahrein                                   | 97.5%                         | 99.9%                   | 94.9%                  | maiores de 15 anos que sabem ler e escrever (2018 census)                     |
| Bangladesh                                | 74.9%                         | 77.8%                   | 72%                    | maiores de 15 anos que sabem ler e escrever (2020 est.)                       |
| Barbados                                  | 99.6%                         | 99.6%                   | 99.6%                  | maiores de 15 anos que frequentaram a escola (2014 est.)                      |
| Bielorrússia                              | 99.9%                         | 99.9%                   | 99.9%                  | maiores de 15 anos que sabem ler e escrever (2019 census)                     |
| Bélgica                                   | N/A                           | N/A                     | N/A                    | [ 1 ]                                                                         |
| Belize                                    | N/A                           | N/A                     | N/A                    | [ 1 ]                                                                         |
| Benim                                     | 45.8%                         | 56.9%                   | 35%                    | maiores de 15 anos que sabem ler e escrever (2021 census)                     |
| Bermuda                                   | N/A                           | N/A                     | N/A                    | [ 1 ]                                                                         |
| Butão                                     | 70.9%                         | 77.9%                   | 62.8%                  | maiores de 15 anos que sabem ler e escrever (2021 est.)                       |
| Bolivia                                   | 92.5%                         | 96.5%                   | 88.6%                  | maiores de 15 anos que sabem ler e escrever (2015 est.)                       |
| Bósnia e Herzegovina                      | 98.1%                         | 99.4%                   | 98.1%                  | maiores de 15 anos que sabem ler e escrever (2021 est.)                       |
| Botswana                                  | 88.5%                         | 88%                     | 88.9%                  | maiores de 15 anos que sabem ler e escrever (2015 est.)                       |
| Brasil                                    | 94.7%                         | 94.4%                   | 94.9%                  | maiores de 15 anos que sabem ler e escrever (2022 est.)                       |
| Brunei                                    | 97.6%                         | 98.3%                   | 96.9%                  | maiores de 15 anos que sabem ler e escrever (2021 est.)                       |
| Bulgária                                  | 98.4%                         | 98.7%                   | 98.2%                  | maiores de 15 anos que sabem ler e escrever (2021)                            |
| Burkina Faso                              | 46%                           | 54.5%                   | 37.8%                  | maiores de 15 anos que sabem ler e escrever (2021 est.)                       |
| Burundi                                   | 74.7%                         | 81.3%                   | 68.4%                  | maiores de 15 anos que sabem ler e escrever (2021 est.)                       |
| Cabo Verde                                | 90.8%                         | 94.2%                   | 87.4%                  | maiores de 15 anos que sabem ler e escrever (2021 est.)                       |
| Camarões                                  | 77.1%                         | 82.6%                   | 71.6%                  | maiores de 15 anos que sabem ler e escrever (2018 est.)                       |
| Camboja                                   | 83.9%                         | 88.4%                   | 79.8%                  | maiores de 15 anos que sabem ler e escrever (2021 est.)                       |
| Canadá                                    | N/A                           | N/A                     | N/A                    | [ 1 ]                                                                         |
| Catar                                     | 93.5%                         | 92.4%                   | 94.7%                  | maiores de 15 anos que sabem ler e escrever (2017 est.)                       |
| Cazaquistão                               | 99.8%                         | 99.8%                   | 99.7%                  | maiores de 15 anos que sabem ler e escrever (2018 est.)                       |
| Chade                                     | 26.8%                         | 35.4%                   | 18.2%                  | maiores de 15 anos que sabem ler e escrever (2021 est.)                       |
| Chile                                     | 97%                           | 97.1%                   | 97%                    | maiores de 15 anos que sabem ler e escrever (2021 est.)                       |
| China                                     | 96.8%                         | 98.5%                   | 95.2%                  | maiores de 15 anos que sabem ler e escrever (2018 est.)                       |
| Chipre                                    | 99.4%                         | 99.6%                   | 99.2%                  | maiores de 15 anos que sabem ler e escrever (2021 est.)                       |
| Colômbia                                  | 95.6%                         | 95.4%                   | 95.9%                  | maiores de 15 anos que sabem ler e escrever (2020 est)                        |
| Comores                                   | 62%                           | 67%                     | 56.9%                  | maiores de 15 anos que sabem ler e escrever (2021 est.)                       |
| Costa do Marfim                           | 89.9%                         | 93.1%                   | 86.7%                  | maiores de 15 anos que sabem ler e escrever (2019 est.)                       |
| Coreia do Norte                           | 100%                          | 100%                    | 100%                   | maiores de 15 anos que sabem ler e escrever (2015 est.)                       |
| Coreia do Sul                             | N/A                           | N/A                     | N/A                    | [ 1 ]                                                                         |
| Costa Rica                                | 98%                           | 98%                     | 98.1%                  | maiores de 15 anos que sabem ler e escrever (2021 est.)                       |
| Croácia                                   | 99.4%                         | 99.7%                   | 99.2%                  | maiores de 10 anos que sabem ler e escrever (2021 est.)                       |
| Cuba                                      | 99.7%                         | 99.6%                   | 99.7%                  | maiores de 15 anos que sabem ler e escrever (2021 est.)                       |
| Dinamarca                                 | N/A                           | N/A                     | N/A                    | [ 1 ]                                                                         |
| Djibouti                                  | N/A                           | N/A                     | N/A                    | [ 1 ]                                                                         |
| Dominica                                  | N/A                           | N/A                     | N/A                    | [ 1 ]                                                                         |
| Egito                                     | 73.1%                         | 78.8%                   | 67.4%                  | maiores de 10 anos que sabem ler e escrever (2021 est.)                       |
| El Salvador                               | 89.1%                         | 91.3%                   | 87.3%                  | maiores de 15 anos que sabem ler e escrever (2019 est.)                       |
| Emirados Árabes Unidos                    | 98.1%                         | 98.8%                   | 97.2%                  | maiores de 15 anos que sabem ler e escrever (2021 est.)                       |
| Equador                                   | 93.9%                         | 94.9%                   | 93.1%                  | maiores de 15 anos que sabem ler e escrever (2022 est.)                       |
| Eritreia                                  | 76.6%                         | 84.4%                   | 68.9%                  | maiores de 15 anos que sabem ler e escrever (2018 est.)                       |
| Eslováquia                                | N/A                           | N/A                     | N/A                    | [ 1 ]                                                                         |
| Eslovênia                                 | 99.7%                         | 99.7%                   | 99.7%                  | (2015 est.)                                                                   |
| Espanha                                   | 98.6%                         | 99%                     | 98.2%                  | maiores de 15 anos que sabem ler e escrever (2020 est.)                       |
| Essuatíni                                 | 88.4%                         | 88.3%                   | 88.5%                  | maiores de 15 anos que sabem ler e escrever (2018 est.)                       |
| Estados Unidos                            | N/A                           | N/A                     | N/A                    | [ 1 ]                                                                         |
| Estónia                                   | 99.9%                         | 99.9%                   | 99.9%                  | maiores de 15 anos que sabem ler e escrever (2021 est.)                       |
| Etiópia                                   | 51.8%                         | 57.2%                   | 44.4%                  | maiores de 15 anos que sabem ler e escrever (2017 est.)                       |
| Faixa de Gaza                             | 97.5%                         | 98.8%                   | 96.2%                  | maiores de 15 anos que sabem ler e escrever (2020 est.)                       |
| Fiji                                      | 99.1%                         | 99.1%                   | 99.1%                  | maiores de 15 anos que sabem ler e escrever (2018 est.)                       |
| Filipinas                                 | 96.3%                         | 95.7%                   | 96.9%                  | maiores de 15 anos que sabem ler e escrever (2019 est.)                       |
| Finlândia                                 | N/A                           | N/A                     | N/A                    | [ 1 ]                                                                         |
| França                                    | N/A                           | N/A                     | N/A                    | [ 1 ]                                                                         |
| Gabão                                     | 85.5%                         | 86.2%                   | 84.7%                  | maiores de 15 anos que sabem ler e escrever (2021 est.)                       |
| Gâmbia                                    | 58.1%                         | 65.2%                   | 51.2%                  | maiores de 15 anos que sabem ler e escrever (2021 est.)                       |
| Gana                                      | 79%                           | 83.5%                   | 74.5%                  | maiores de 15 anos que sabem ler e escrever (2018 census)                     |
| Geórgia                                   | 99.6%                         | 99.7%                   | 99.5%                  | maiores de 15 anos que sabem ler e escrever (2019 est.)                       |
| Gibraltar                                 | N/A                           | N/A                     | N/A                    | [ 1 ]                                                                         |
| Granada                                   | 98.6%                         | 98.6%                   | 98.6%                  | maiores de 15 anos que sabem ler e escrever (2014 est.)                       |
| Grécia                                    | 97.9%                         | 98.5%                   | 97.4%                  | maiores de 15 anos que sabem ler e escrever (2018 census)                     |
| Groenlândia                               | 100%                          | 100%                    | 100%                   | maiores de 15 anos que sabem ler e escrever (2015 est.)                       |
| Guam                                      | N/A                           | N/A                     | N/A                    | [ 1 ]                                                                         |
| Guatemala                                 | 83.3%                         | 87.7%                   | 79.3%                  | maiores de 15 anos que sabem ler e escrever (2021 census)                     |
| Guernsey                                  | N/A                           | N/A                     | N/A                    | [ 1 ]                                                                         |
| Guiné                                     | 45.3%                         | 61.2%                   | 31.3%                  | maiores de 15 anos que sabem ler e escrever (2021 est.)                       |
| Guiné-Bissau                              | 52.9%                         | 67%                     | 39.9%                  | maiores de 15 anos que sabem ler e escrever (2021 est.)                       |
| Guiné Equatorial                          | 95.3%                         | 97.4%                   | 93%                    | maiores de 15 anos que sabem ler e escrever (2015 est.)                       |
| Guiana                                    | 88.8%                         | 89.3%                   | 88.4%                  | maiores de 15 anos já frequentaram a escola (censo de 2021)                   |
| Haiti                                     | 61.7%                         | 65.3%                   | 58.3%                  | maiores de 15 anos que sabem ler e escrever (2016 est.)                       |
| Honduras                                  | 88.5%                         | 88.2%                   | 88.7%                  | maiores de 15 anos que sabem ler e escrever (2019 census)                     |
| Hong Kong                                 | N/A                           | N/A                     | N/A                    | [ 1 ]                                                                         |
| Hungria                                   | 99.1%                         | 99.1%                   | 99.1%                  | maiores de 15 anos que sabem ler e escrever (2021 est.)                       |
| Iêmen                                     | 70.1%                         | 85.1%                   | 55%                    | maiores de 15 anos que sabem ler e escrever (2015 est.)                       |
| Ilha Norfolk                              | N/A                           | N/A                     | N/A                    | [ 1 ]                                                                         |
| Ilhas Cayman                              | N/A                           | N/A                     | N/A                    | [ 1 ]                                                                         |
| Ilhas Cocos                               | N/A                           | N/A                     | N/A                    | [ 1 ]                                                                         |
| Ilhas Cook                                | N/A                           | N/A                     | N/A                    | [ 1 ]                                                                         |
| Ilhas Faroé                               | N/A                           | N/A                     | N/A                    | [ 1 ]                                                                         |
| Ilhas Malvinas                            | N/A                           | N/A                     | N/A                    | [ 1 ]                                                                         |
| Ilha de Man                               | N/A                           | N/A                     | N/A                    | [ 1 ]                                                                         |
| Ilhas Marianas do Norte                   | N/A                           | N/A                     | N/A                    | [ 1 ]                                                                         |
| Ilhas Marshall                            | 98.3%                         | 98.3%                   | 98.2%                  | maiores de 15 anos que sabem ler e escrever (2011 est.)                       |
| Ilhas Pitcairn                            | N/A                           | N/A                     | N/A                    | [ 1 ]                                                                         |
| Ilhas Salomão                             | N/A                           | N/A                     | N/A                    | [ 1 ]                                                                         |
| Ilhas Virgens Britânicas                  | N/A                           | N/A                     | N/A                    | [ 1 ]                                                                         |
| Ilhas Virgens Americanas                  | N/A                           | N/A                     | N/A                    | [ 1 ]                                                                         |
| Índia                                     | 74.4%                         | 82.4%                   | 65.8%                  | maiores de 15 anos que sabem ler e escrever (censo de 2018)                   |
| Indonésia                                 | 96%                           | 97.4%                   | 94.6%                  | maiores de 15 anos que sabem ler e escrever (2020 est.)                       |
| Islândia                                  | N/A                           | N/A                     | N/A                    | [ 1 ]                                                                         |
| Irã                                       | 88.7%                         | 92.4%                   | 88.7%                  | maiores de 15 anos que sabem ler e escrever (2021 est.)                       |
| Iraque                                    | 85.6%                         | 91.2%                   | 79.9%                  | maiores de 15 anos que sabem ler e escrever (2017 est.)                       |
| Irlanda                                   | N/A                           | N/A                     | N/A                    | [ 1 ]                                                                         |
| Israel                                    | 97.8%                         | 98.7%                   | 96.8%                  | maiores de 15 anos que sabem ler e escrever (2011 est.)                       |
| Itália                                    | 99.2%                         | 99.4%                   | 99%                    | maiores de 15 anos que sabem ler e escrever (2018 census)                     |
| Jamaica                                   | 88.7%                         | 84%                     | 93.1%                  | maiores de 15 anos que frequentaram a escola (2015 est.)                      |
| Japão                                     | N/A                           | N/A                     | N/A                    | [ 1 ]                                                                         |
| Jersey                                    | N/A                           | N/A                     | N/A                    | [ 1 ]                                                                         |
| Jordânia                                  | 98.4%                         | 98.7%                   | 98.4%                  | maiores de 15 anos que sabem ler e escrever (2021 est.)                       |
| Kiribati                                  | N/A                           | N/A                     | N/A                    | [ 1 ]                                                                         |
| Kuwait                                    | 96.5%                         | 97.1%                   | 95.4%                  | maiores de 15 anos que sabem ler e escrever (2020 census)                     |
| Laos                                      | 87.1%                         | 91.4%                   | 81.4%                  | maiores de 15 anos que sabem ler e escrever (2021 census)                     |
| Lesoto                                    | 81%                           | 72.9%                   | 88.8%                  | maiores de 15 anos que sabem ler e escrever (2021 est.)                       |
| Letônia                                   | 99.9%                         | 99.9%                   | 99.9%                  | maiores de 15 anos que sabem ler e escrever (2021 est.)                       |
| Líbano                                    | 95.1%                         | 96.9%                   | 93.3%                  | maiores de 15 anos que sabem ler e escrever (2018 est.)                       |
| Libéria                                   | 48.3%                         | 62.7%                   | 34.1%                  | maiores de 15 anos que sabem ler e escrever (2017 est.)                       |
| Líbia                                     | 91%                           | 96.7%                   | 85.6%                  | maiores de 15 anos que sabem ler e escrever (2015 est.)                       |
| Liechtenstein                             | N/A                           | N/A                     | N/A                    | [ 1 ]                                                                         |
| Lituânia                                  | 99.8%                         | 99.8%                   | 99.8%                  | maiores de 15 anos que sabem ler e escrever (2021 est.)                       |
| Luxemburgo                                | N/A                           | N/A                     | N/A                    | [ 1 ]                                                                         |
| Macau                                     | 97.1%                         | 98.5%                   | 95.9%                  | maiores de 15 anos que sabem ler e escrever (2021 census)                     |
| Macedônia do Norte                        | 98.4%                         | 99.1%                   | 97.6%                  | maiores de 15 anos que sabem ler e escrever (2020 est.)                       |
| Madagascar                                | 77.3%                         | 78.8%                   | 75.8%                  | maiores de 15 anos que sabem ler e escrever (2021 est.)                       |
| Malásia                                   | 95%                           | 96.2%                   | 93.6%                  | maiores de 15 anos que sabem ler e escrever (2019 census)                     |
| Maláui                                    | 67.3%                         | 71.2%                   | 63.7%                  | maiores de 15 anos que sabem ler e escrever (2021 est.)                       |
| Maldivas                                  | 97.9%                         | 97.6%                   | 98.4%                  | maiores de 15 anos que sabem ler e escrever (2021 census)                     |
| Mali                                      | 35.5%                         | 46.2%                   | 25.7%                  | maiores de 15 anos que sabem ler e escrever (2018 census)                     |
| Malta                                     | 94.9%                         | 93.4%                   | 96.4%                  | maiores de 10 anos que sabem ler e escrever (2021 census)                     |
| Maurícia                                  | 92.2%                         | 93.5%                   | 90.5%                  | maiores de 15 anos que sabem ler e escrever (2021 census)                     |
| Mauritânia                                | 67%                           | 71.8%                   | 62.2%                  | maiores de 15 anos que sabem ler e escrever (2021 est.)                       |
| México                                    | 95.2%                         | 96.1%                   | 94.5%                  | maiores de 15 anos que sabem ler e escrever (2020 est.)                       |
| Micronésia                                | N/A                           | N/A                     | N/A                    | [ 1 ]                                                                         |
| Moldávia                                  | 99.6%                         | 99.7%                   | 99.5%                  | maiores de 15 anos que sabem ler e escrever (2021 est.)                       |
| Mônaco                                    | N/A                           | N/A                     | N/A                    | [ 1 ]                                                                         |
| Mongólia                                  | 99.2%                         | 99.1%                   | 99.2%                  | maiores de 15 anos que sabem ler e escrever (2020 est.)                       |
| Montenegro                                | 99%                           | 99.4%                   | 98.5%                  | maiores de 15 anos que sabem ler e escrever (2021 est.)                       |
| Montserrat                                | N/A                           | N/A                     | N/A                    | [ 1 ]                                                                         |
| Marrocos                                  | 75.9%                         | 84.8%                   | 67.4%                  | maiores de 15 anos que sabem ler e escrever (2021 est.)                       |
| Moçambique                                | 63.4%                         | 74.1%                   | 53.8%                  | maiores de 15 anos que sabem ler e escrever (2021 est.)                       |
| Myanmar                                   | 89.1%                         | 92.4%                   | 86.3%                  | maiores de 15 anos que sabem ler e escrever (2019 est.)                       |
| Namíbia                                   | 92.3%                         | 90.6%                   | 92.3%                  | maiores de 15 anos que sabem ler e escrever (2021 est.)                       |
| Nauru                                     | N/A                           | N/A                     | N/A                    | [ 1 ]                                                                         |
| Nepal                                     | 71.2%                         | 81%                     | 63.3%                  | maiores de 15 anos que sabem ler e escrever (2021 est.)                       |
| Nicarágua                                 | 82.6%                         | 82.4%                   | 82.8%                  | maiores de 15 anos que sabem ler e escrever (2015 est.)                       |
| Níger                                     | 37.3%                         | 45.8%                   | 29%                    | maiores de 15 anos que sabem ler e escrever (2018 est.)                       |
| Nigéria                                   | 62%                           | 71.3%                   | 52.7%                  | maiores de 15 anos que sabem ler e escrever (2018 est.)                       |
| Niue                                      | N/A                           | N/A                     | N/A                    | [ 1 ]                                                                         |
| Noruega                                   | N/A                           | N/A                     | N/A                    | [ 1 ]                                                                         |
| Nova Caledônia                            | 96.9%                         | 97.3%                   | 96.5%                  | maiores de 15 anos que sabem ler e escrever (2015 est.)                       |
| Nova Zelândia                             | N/A                           | N/A                     | N/A                    | [ 1 ]                                                                         |
| Omã                                       | 95.7%                         | 97%                     | 92.7%                  | maiores de 15 anos que sabem ler e escrever (2018 est.)                       |
| Países Baixos                             | N/A                           | N/A                     | N/A                    | [ 1 ]                                                                         |
| Palau                                     | 96.6%                         | 96.8%                   | 96.3%                  | maiores de 15 anos que sabem ler e escrever (2015 est.)                       |
| Palestina                                 | 95.6%                         | 98.1%                   | 93.1%                  | maiores de 15 anos que sabem ler e escrever (2012 est.)                       |
| Panamá                                    | 95.7%                         | 98.8%                   | 95.4%                  | maiores de 15 anos que sabem ler e escrever (2019 est.)                       |
| Papua Nova-Guiné                          | 64.2%                         | 65.6%                   | 62.8%                  | maiores de 15 anos que sabem ler e escrever (2015 est.)                       |
| Paquistão                                 | 58%                           | 69.3%                   | 46.5%                  | maiores de 15 anos que sabem ler e escrever (2019 est.)                       |
| Paraguai                                  | 94.5%                         | 94.9%                   | 94.2%                  | maiores de 15 anos que sabem ler e escrever (2020 est.)                       |
| Peru                                      | 94.5%                         | 97%                     | 92%                    | maiores de 15 anos que sabem ler e escrever (2020 est.)                       |
| Polinésia Francesa                        | N/A                           | N/A                     | N/A                    | [ 1 ]                                                                         |
| Polônia                                   | 99.8%                         | 99.8%                   | 99.8%                  | maiores de 15 anos que sabem ler e escrever (2021 est.)                       |
| Portugal                                  | 95.9%                         | 97.8%                   | 95.9%                  | maiores de 15 anos que sabem ler e escrever (2021 est.)                       |
| Porto Rico                                | 92.4%                         | 92.4%                   | 92.4%                  | maiores de 15 anos que sabem ler e escrever (2021 est.)                       |
| Quênia                                    | 87.4%                         | 90.6%                   | 84.2%                  | maiores de 15 anos que sabem ler e escrever (2010 est.)                       |
| Quirguistão                               | 99.6%                         | 99.7%                   | 99.5%                  | maiores de 15 anos que sabem ler e escrever (2018 est.)                       |
| Reino Unido                               | N/A                           | N/A                     | N/A                    | [ 1 ]                                                                         |
| República Centro-Africana                 | 37.5%                         | 49.2%                   | 26.2%                  | maiores de 15 anos que sabem ler e escrever (2020 est.)                       |
| República do Congo                        | 80.6%                         | 85.9%                   | 75.4%                  | maiores de 15 anos que sabem ler e escrever (2021 est.)                       |
| República Democrática do Congo            | 80%                           | 89.5%                   | 70.8%                  | maiores de 15 anos que sabem ler e escrever (2021 est.)                       |
| República Dominicana                      | 95.5%                         | 95.4%                   | 95.6%                  | maiores de 15 anos que sabem ler e escrever (2022 est.)                       |
| República Tcheca                          | 99%                           | 99%                     | 99%                    | (2011 est.)                                                                   |
| Romênia                                   | 98.9%                         | 99.1%                   | 98.7%                  | maiores de 15 anos que sabem ler e escrever (2021 est.)                       |
| Rússia                                    | 99.7%                         | 99.7%                   | 99.7%                  | maiores de 15 anos que sabem ler e escrever (2018 est.)                       |
| Ruanda                                    | 75.9%                         | 78.7%                   | 73.3%                  | maiores de 15 anos que sabem ler e escrever (2021 est.)                       |
| Saint Pierre e Miquelon                   | N/A                           | N/A                     | N/A                    | [ 1 ]                                                                         |
| Samoa                                     | 99.1%                         | 99%                     | 99.3%                  | maiores de 15 anos que sabem ler e escrever (2021 est.)                       |
| Samoa Americana                           | N/A                           | N/A                     | N/A                    | [ 1 ]                                                                         |
| San Marino                                | 99.9%                         | 99.9%                   | 99.9%                  | [ 1 ]                                                                         |
| Santa Helena, Ascensão e Tristão da Cunha | N/A                           | N/A                     | N/A                    |                                                                               |
| Santa Lúcia                               | N/A                           | N/A                     | N/A                    | [ 1 ]                                                                         |
| São Bartolomeu                            | N/A                           | N/A                     | N/A                    | [ 1 ]                                                                         |
| São Cristóvão e Névis                     | N/A                           | N/A                     | N/A                    | [ 1 ]                                                                         |
| São Martinho                              | N/A                           | N/A                     | N/A                    | [ 1 ]                                                                         |
| São Tomé e Príncipe                       | 94.8%                         | 96.5%                   | 91.1%                  | maiores de 15 anos que sabem ler e escrever (2021 est.)                       |
| São Vicente e Granadinas                  | N/A                           | N/A                     | N/A                    | [ 1 ]                                                                         |
| Senegal                                   | 56.3%                         | 68.4%                   | 45.4%                  | maiores de 15 anos que sabem ler e escrever (2021 est.)                       |
| Sérvia                                    | 99.5%                         | 99.9%                   | 99.1%                  | maiores de 15 anos que sabem ler e escrever (2019 est.)                       |
| Serra Leoa                                | 48.6%                         | 56.3%                   | 41.3%                  | maiores de 15 anos que sabem ler e escrever (2022 est.)                       |
| Seychelles                                | 95.9%                         | 95.4%                   | 96.4%                  | maiores de 15 anos que sabem ler e escrever (2018 est.)                       |
| Singapura                                 | 97.5%                         | 98.9%                   | 96.1%                  | maiores de 15 anos que sabem ler e escrever (2019 est.)                       |
| Síria                                     | 86.4%                         | 91.7%                   | 81%                    | maiores de 15 anos que sabem ler e escrever (2015 est.)                       |
| Somália                                   | N/A                           | N/A                     | N/A                    | [ 1 ]                                                                         |
| Sudão                                     | 60.7%                         | 65.4%                   | 56.1%                  | maiores de 15 anos que sabem ler e escrever (2018 est.)                       |
| Sudão do Sul                              | 34.5%                         | 40.3%                   | 28.9%                  | maiores de 15 anos que sabem ler e escrever (2018 est.)                       |
| Suécia                                    | N/A                           | N/A                     | N/A                    | [ 1 ]                                                                         |
| Suíça                                     | N/A                           | N/A                     | N/A                    | [ 1 ]                                                                         |
| Suriname                                  | 95%                           | 96.5%                   | 93.4%                  | maiores de 15 anos que sabem ler e escrever (2021 est.)                       |
| Sri Lanka                                 | 92.3%                         | 93%                     | 91.6%                  | maiores de 15 anos que sabem ler e escrever (2019 est.)                       |
| Svalbard                                  | N/A                           | N/A                     | N/A                    | [ 1 ]                                                                         |
| Tailândia                                 | 94.1%                         | 95.5%                   | 92.8%                  | maiores de 15 anos que sabem ler e escrever (2021 est.)                       |
| Taiwan                                    | 98.5%                         | 99.7%                   | 97.3%                  | maiores de 15 anos que sabem ler e escrever (2014 est.)                       |
| Tajiquistão                               | 99.8%                         | 99.8%                   | 99.7%                  | maiores de 15 anos que sabem ler e escrever (2015 est.)                       |
| Tanzânia                                  | 81.8%                         | 85.5%                   | 78.2%                  | maiores de 15 anos que sabem ler e escrever (2021 est.)                       |
| Timor-Leste                               | 68.1%                         | 71.9%                   | 64.2%                  | maiores de 15 anos que sabem ler e escrever (2018)                            |
| Togo                                      | 66.5%                         | 80%                     | 55.1%                  | maiores de 15 anos que sabem ler e escrever (2019 est.)                       |
| Tonga                                     | 99.4%                         | 99.4%                   | 99.5%                  | podem ler e escrever em Tonganês e/ou Inglês (2021 est.)                      |
| Toquelau                                  | N/A                           | N/A                     | N/A                    | [ 1 ]                                                                         |
| Trinidad e Tobago                         | 99%                           | 99.2%                   | 98.7%                  | maiores de 15 anos que sabem ler e escrever (2015 est.)                       |
| Tunísia                                   | 82.7%                         | 89.1%                   | 82.7%                  | maiores de 15 anos que sabem ler e escrever (2021 est.)                       |
| Turquia                                   | 96.7%                         | 99.1%                   | 94.4%                  | maiores de 15 anos que sabem ler e escrever (2019 est.)                       |
| Turcomenistão                             | 99.7%                         | 99.8%                   | 99.6%                  | maiores de 15 anos que sabem ler e escrever (2015 est.)                       |
| Turks e Caicos                            | N/A                           | N/A                     | N/A                    | [ 1 ]                                                                         |
| Tuvalu                                    | N/A                           | N/A                     | N/A                    | [ 1 ]                                                                         |
| Ucrânia                                   | 100%                          | 100%                    | 100%                   | maiores de 15 anos que sabem ler e escrever (2021 est.)                       |
| Uganda                                    | 79%                           | 84%                     | 74.3%                  | maiores de 15 anos que sabem ler e escrever (2021 est.)                       |
| União Europeia                            | N/A                           | N/A                     | N/A                    | [ 1 ]                                                                         |
| Uruguai                                   | 98.8%                         | 98.5%                   | 99%                    | maiores de 15 anos que sabem ler e escrever (2019 est.)                       |
| Uzbequistão                               | 100%                          | 100%                    | 100%                   | maiores de 15 anos que sabem ler e escrever (2019 est.)                       |
| Vanuatu                                   | 89.1%                         | 89.8%                   | 88.4%                  | maiores de 15 anos que sabem ler e escrever (2021 est.)                       |
| Vaticano                                  | N/A                           | N/A                     | N/A                    | [ 1 ]                                                                         |
| Venezuela                                 | 97.5%                         | 97.4%                   | 97.7%                  | maiores de 15 anos que sabem ler e escrever (censo de 2021)                   |
| Vietnã                                    | 95.8%                         | 97%                     | 94.6%                  | maiores de 15 anos que sabem ler e escrever (2019 est.)                       |
| Wallis e Futuna                           | N/A                           | N/A                     | N/A                    | [ 1 ]                                                                         |
| Zâmbia                                    | 86.7%                         | 90.8%                   | 83.1%                  | maiores de 15 anos que sabem ler e escrever em Inglês (2018 est.)             |
| Zimbábue                                  | 89.7%                         | 88.3%                   | 90.9%                  | maiores de 15 anos que sabem ler e escrever em Inglês (2021 est.)             |